# オピー・ボッソン
オピー・ボッソン（Opie Bosson、Owen Patrick Bosson、1980年7月24日 - ）は、主にニュージーランドを拠点としている騎手である。なおオピーは愛称である。

## 来歴
1995年に騎手となり、1995年/1996年シーズンからデビューする。
1997年/1998年シーズンは、G1を6勝するなど見習い騎手として史上初の100勝を突破する128勝を挙げ、ニュージーランドのリーディングジョッキーとなった。1998年11月5日にVRCオークスをGrand Archwayで優勝し、当時唯一の10代優勝騎手となった。1998年の12月には、第12回ワールドスーパージョッキーズシリーズに出場するために初来日を果たし、中央競馬初騎乗となった12月5日のゴールデンブーツトロフィーでは、10番人気だったメイショウシンカゲに騎乗し10着だった。
2000年/2001年シーズン頃から体重の維持に苦しむようになる。
2004年12月に第18回ワールドスーパージョッキーズシリーズに出場するために6年ぶり2度目の来日を果たすが、27ポイントで8位タイだった。
2004年/2005年シーズンは、実戦における騎乗を差し控えることになったが、2005年末に約1年2ヶ月ぶりに復帰を果たした。
2006年/2007年シーズンは、G1を5勝し最優秀騎手賞を受賞。このシーズン終了後2007年にシンガポールターフクラブの短期免許を取得し、11月11日にはシンガポールゴールドカップをリキャストに騎乗して制し、シンガポールでのG1初勝利を挙げた。11月8日には第21回ワールドスーパージョッキーズシリーズへの出場が発表され、3年ぶりに同シリーズに出場することになった。しかし結果は13ポイントで11位だった。
2015年コーフィールドカップでMongolian Khanに騎乗し優勝した。
2017年ローズヒルギニーでGingernutsに騎乗し優勝した。
2024年12月27日、自身のX（旧ツイッター）で現役を引退することが発表された。

## 主な騎乗馬
- リキャスト（2007年 シンガポールゴールドカップ）

## 年度別成績表
- ニュージーランド

| シーズン      | 騎乗数 | 勝利  | 勝利 | 勝率 | 獲得賞金  | 獲得賞金 |
| シーズン      | 騎乗数 | 勝数  | 順位 | 勝率 | 金額      | 順位     |
| ------------- | ------ | ----- | ---- | ---- | --------- | -------- |
| 2005年/2006年 | 177    | 31勝  | 32位 | .264 | 41万5222  | 28位     |
| 2006年/2007年 | 664    | 116勝 | 3位  | .174 | 258万6358 | 2位      |
| 通算          | ?      | ?勝   | -    | ---  | ?         | -        |

※金額の単位はドル。
- 中央競馬

| 年              | 騎乗数   | 勝利     | 勝利     | 勝率     | 連対率   | 獲得賞金  |
| 年              | 騎乗数   | 勝数     | 順位     | 勝率     | 連対率   | 獲得賞金  |
| --------------- | -------- | -------- | -------- | -------- | -------- | --------- |
| 1998年          | 4        | 0勝      | 187位    | .000     | .000     | 180万     |
| 1999年～ 2003年 | 騎乗なし | 騎乗なし | 騎乗なし | 騎乗なし | 騎乗なし | 騎乗なし  |
| 2004年          | 6        | 0勝      | 189位    | .000     | .000     | 675万6000 |
| 2005年～ 2006年 | 騎乗なし | 騎乗なし | 騎乗なし | 騎乗なし | 騎乗なし | 騎乗なし  |
| 通算            | 10       | 0勝      | -        | .000     | .000     | 855万6000 |

※金額の単位は日本円。